# 北葛飾郡
北葛飾郡（きたかつしかぐん）は、埼玉県の郡。
人口69,982人、面積46.23km²、人口密度1,514人/km²。（2025年2月1日、推計人口）
以下の2町を含む。
- 杉戸町（すぎとまち）
- 松伏町（まつぶしまち）

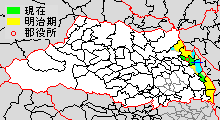
埼玉県北葛飾郡の範囲（1.杉戸町 2.松伏町 薄緑・水色：後に他郡から編入した区域）

郡名はそれまでの武蔵国葛飾郡を埼玉県に属する地域と東京府に属する地域に分けた際、北にあたる埼玉県側を北葛飾郡、南にあたる東京府側を南葛飾郡としたことによる。

## 郡域
発足時の郡域は、現在の行政区画では概ね以下の区域に相当する。
- 久喜市（八甫、西大輪、東大輪以北。旧桜田村と旧栗橋町に相当）
- 幸手市（大字槇野地、花島、中島、細野、西関宿を除く）
- 春日部市（古隅田川以東）
- 越谷市（元荒川以東）
- 吉川市（全域）
- 三郷市（全域）
- 杉戸町（大字目沼、木津内、宮前、鷲巣、木野川、椿、深輪、屏風を除く）
- 松伏町（中川以西の全域）

中葛飾郡統合後の郡域は、上記2町以外では、現在の行政区画では概ね以下の区域に相当する。
- 久喜市（八甫、西大輪、東大輪以北。旧桜田村と旧栗橋町に相当）
- 幸手市（全域）
- 春日部市（古隅田川以東。旧庄和町は全域）
- 吉川市（全域）
- 三郷市（全域）

以下の地域は隣接する郡から当郡に編入されている。
- 南埼玉郡 → 北葛飾郡 ： 久喜市鷲宮、上内、葛梅、中妻、久本寺および鷲宮一 - 六丁目、鷲宮中央一・二丁目、葛梅一 - 三丁目、栄一丁目
  - 昭和の大合併で旧桜田村と合併する前の初代鷲宮町の区域に相当する。
- 千葉県東葛飾郡 → 北葛飾郡 ： 幸手市西関宿

これらを全て含めると概ね埼玉県内の大落古利根川と江戸川に挟まれた区域になる。

## 歴史
古代の下総国葛飾郡中・北部が中世に入って下河邊庄となり、さらに江戸期の利根川東遷事業によって利根川の西岸となったため武蔵国へ編入（武蔵国葛飾郡）された地域にあたる。

### 郡発足以前の沿革
- 「旧高旧領取調帳」に記載されている明治初年時点での、後の当郡域の支配は以下の通り。●は村内に寺社領が存在。幕府領は小笠原甫三郎支配所、佐々井半十郎支配所が管轄。下記のほか大塚村（旗本領）が存在。記載はないが村数には数える[1]。（1宿165村）

| 知行         | 知行                             | 村数     | 村名 |
| ------------ | -------------------------------- | -------- | --- |
| 幕府領       | 幕府領（佐々井）                 | 81村     | 須賀村、川野村、川富村、関村、吉川村、平沼村、保村、木売村、高富村、高久村、中曽根村、道庭村、彦糸村、彦音村、彦成村、上彦川戸村、上彦名村、下彦川戸村、彦倉村、上口村、番匠免村、彦野村、彦沢村、彦江村、花和田村、谷口村、境木村、酒井村、三九村、前川村、戸ケ崎村、前谷村、寄巻村、鎌倉村、樋ノ口村、長戸呂村、徳島村、小向村、久兵衛村、高須村、下新田村、茂田井村、幸房村、岩野木村、市助村、谷中村、八町堀村、大膳村、一本木村、横堀村、長沼村、大広戸村、笹塚村、蓮沼村（現三郷市）、駒形村、仁蔵村、前間村、後谷村、小谷堀村、丹後村、半田村、采女新田、三輪野江村、田中新田、土場村、飯島村、中島村、富新田、中野村、小松川村、皿沼村、木売新田、二ツ沼村、中井村、半割村、加藤村、吉屋村、鹿見塚村、関新田村、会野谷村、上笹塚村 |
| 幕府領       | 幕府領（小笠原）                 | 1宿 53村 | 栗橋宿、伊坂村、中里村、狐塚村、小右衛門村、下川崎村、●幸手宿、上高野村、中川崎村、上川崎村、外野村、西大輪村、八甫村、千塚村、円藤内村、松石村、高須賀村、内国府間村、権現堂村、上吉羽村、神明内村、神扇村、木立村、上宇和田村、下吉羽村、平野村、中野村、長間村、平須賀村、天神島村、●松伏村、●上赤岩村、●下赤岩村、●川藤村、鍋小路村、八子新田、●下内川村、●上内川村、●広島村（現吉川市）、十一軒村、●田島村、●大川戸村、●赤沼村、●銚子口村、●藤塚村、●牛島村、樋堀村、●新川村、樋籠村、●不動院野村、杉戸宿、佐左衛門村、広戸沼村、●本郷村 |
| 幕府領       | 旗本領                           | 13村     | 高柳村、島川村、新井村、河原代村、広島村（現久喜市）、下高野村、茨島村、吉野村、安戸村、上戸村、才羽村、清地村、倉松村 |
| 幕府領       | 一橋徳川家領                     | 2村      | 松長村、間鎌村 |
| 幕府領       | 幕府領（小笠原）・旗本領         | 10村     | ●東大輪村、八丁目村、小淵村、下野村、大島村、大島新田、遠野村、蓮沼村（現杉戸町）、堤根村、大寿院新田 |
| 幕府領       | 幕府領（小笠原）・一橋徳川家領   | 4村      | 佐間村、外国府間村、惣新田村、下宇和田村 |
| 幕府領・藩領 | 幕府領（小笠原）・旗本領・岩槻藩 | 1村      | ●並塚村 |

- 慶応4年
  - 7月10日（1868年8月27日） - 旧幕府代官の桑山効が武蔵知県事に就任し、佐々井支配所管轄の幕府領を引き継ぐ。
  - 8月8日（1868年8月27日） - 熊本藩士の佐々布直武（尚之丞）が下総知県事に就任し、小笠原支配所管轄の幕府領を引き継ぐ。
- 明治元年
  - 12月18日（1869年1月30日） - 下総知県事が佐々布直武から水筑竜に交代する。
  - 12月23日（1869年2月4日） - 武蔵知県事が桑山効から河瀬秀治に交代する。
- 明治2年1月13日（1869年2月23日） - 下総知県事・水筑竜、武蔵知県事・河瀬秀治の管轄区域にそれぞれ葛飾県・小菅県を設置する。この頃に一橋徳川家領が葛飾県の管轄となる。
- 明治4年
  - 7月14日（1871年8月29日） - 廃藩置県により、藩領が岩槻県となる。
  - 11月14日（1871年12月25日） - 第1次府県統合により、武蔵国葛飾郡のうち大場川および小合溜井以北の区域が埼玉県の管轄となる。
- 1873年（明治6年） - 中野村が保村中野分へ改称する。
- 1874年（明治7年） - 大寿院新田が清地村に編入する。（1宿164村）
- 1877年（明治10年） - 安戸村・上戸村・大島新田が合併して戸島村となる。（1宿162村）

### 郡発足後の沿革
- 1879年（明治12年）
  - 3月17日 - 郡区町村編制法が埼玉県で施行され、武蔵国葛飾郡のうち埼玉県に属する区域を北葛飾郡として発足[2]する。郡役所が杉戸宿に設置され、中葛飾郡とともに管轄する。
  - それにともない、2か所ずつ存在した蓮沼村、広島村がそれぞれ南広島村（現吉川市）、北広島村（現久喜市）、南蓮沼村（現三郷市）、北蓮沼村（現杉戸町）へ改称し、新井村は北新井村へ改称する。
- 1889年（明治22年）4月1日 - 町村制の施行により、以下の町村が発足する。八輪野崎村は同年桜田村へ改称する。（3町21村）

- 栗橋町（栗橋宿が単独町制。現久喜市）
- 静村 ← 佐間村、伊坂村、松長村、間鎌村、高柳村、島川村（現久喜市）
- 豊田村 ← 北広島村、河原代村、北新井村、狐塚村、中里村、小右衛門村（現久喜市）
- 八輪野崎村 ← 八甫村、西大輪村、東大輪村、外野村、上川崎村（現久喜市）、中川崎村、下川崎村（現幸手市）
- 行幸村 ← 千塚村、円藤内村、松石村、高須賀村、外国府間村（現幸手市）
- 幸手町 ← 幸手宿、内国府間村（現幸手市）
- 上高野村（単独村制。現幸手市）
- 権現堂川村 ← 権現堂村、神明内村、木立村、上吉羽村（現幸手市）
- 吉田村 ← 下吉羽村、上宇和田村、下宇和田村、惣新田村（現幸手市）
- 八代村 ← 平須賀村、長間村、中野村、平野村、神扇村、天神島村、吉野村、戸島村（現幸手市）
- 田宮村 ← 並塚村、大塚村、北蓮沼村、才羽村、広戸沼村、佐左衛門村、遠野村（現杉戸町）
- 杉戸町 ← 杉戸宿、清地村、倉松村（現杉戸町）
- 堤郷村 ← 堤根村、本郷村（現杉戸町）
- 幸松村 ← 樋籠村、八丁目村、小淵村、不動院野村、新川村、牛島村、樋堀村（現春日部市）
- 豊野村 ← 銚子口村、藤塚村、赤沼村（現春日部市）
- 松伏領村 ← 松伏村、田島村、上赤岩村、下赤岩村、大川戸村（現松伏町）
- 旭村 ← 南広島村、下内川村、上内川村、鍋小路村、川藤村、拾壱間村、八子新田（現吉川市）
- 吉川村 ← 吉川村、須賀村、川野村、川富村、関村、平沼村、保村、木売村、高富村、高久村、中曽根村、道庭村、木売新田、富新田、保村中野分（現吉川市）
- 三輪野江村 ← 三輪野江村、上笹塚村、会野谷村、関新田村、吉屋村、鹿見塚村、加藤村、半割村、飯島村、土場村、中井村、皿沼村、小松川村、中島村、二ッ沼村（現吉川市）
- 彦成村 ← 彦成村、番匠免村、上口村、彦倉村、彦糸村、彦野村、彦江村、下彦川戸村、上彦川戸村、上彦名村、彦音村、彦沢村、花和田村、谷口村、采女新田（現三郷市）
- 早稲田村 ← 丹後村、谷中村、後谷村、小谷堀村、前間村、駒形村、南蓮沼村、笹塚村、岩野木村、幸房村、茂田井村、大広戸村、仁蔵村、半田村、田中新田（現三郷市）
- 戸ケ崎村 ← 戸ケ崎村、境木村、三九村、酒井村、長沼村、寄巻村、前川村、鎌倉村、前谷村（現三郷市）
- 八木郷村 ← 長戸呂村、下新田村、徳島村、樋ノ口村、久兵衛村、高須村、小向村、八町掘村、一本木村、大膳村、横堀村、市助村（現三郷市）
- 高野村 ← 下高野村、茨島村、下野村、大島村（現杉戸町）

- 1896年（明治29年）

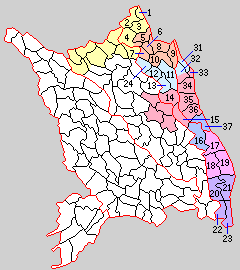
1.栗橋町 2.静村 3.豊田村 4.八輪野崎村 5.行幸村 6.幸手町 7.上高野村 8.権現堂川村 9.吉田村 10.八代村 11.田宮村 12.杉戸町 13.堤郷村 14.幸松村 15.豊野村 16.松伏領村 17.旭村 18.吉川村 19.三輪野江村 20.彦成村 21.早稲田村 22.戸ケ崎村 23.八木郷村 24.高野村 31.豊岡村 32.桜井村 33.宝珠花村 34.富多村 35.南桜井村 36.川辺村 37.金杉村 （紫：三郷市 桃：吉川市 赤：春日部市 橙：幸手市 黄：久喜市 青：松伏町 水色：杉戸町）

  - 4月1日 - 北葛飾郡・中葛飾郡の区域をもって、改めて北葛飾郡が発足する。中葛飾郡7村（豊岡村、桜井村、宝珠花村、富多村、南桜井村、川辺村、金杉村）が本郡の所属となる。（3町28村）
  - 8月1日 - 郡制を施行。
- 1915年（大正4年）11月1日 - 吉川村が町制施行して吉川町となる。（4町27村）
- 1917年（大正6年） - 桜井村の一部（大字細野）が吉田村に編入する。
- 1923年（大正12年）4月1日 - 郡会が廃止され、郡役所は存続する。
- 1926年（大正15年）7月1日 - 郡役所が廃止され、以降は地域区分名称となる。
- 1943年（昭和18年）7月1日 - 戸ケ崎村・八木郷村が合併して東和村が発足する。（4町26村）
- 1944年（昭和19年）4月1日 - 栗橋町・豊田村・静村が合併し、改めて栗橋町が発足する。（4町24村）
- 1949年（昭和24年）10月1日 - 栗橋町から豊田村・静村が分立する。（4町26村）
- 1954年（昭和29年）
  - 7月1日（4町21村）
    - 幸松村・豊野村が南埼玉郡春日部町・豊春村・武里村と合併して春日部市が発足し、郡より離脱する。
    - 宝珠花村・富多村・南桜井村・川辺村が合併して庄和村が発足する。

  - 11月3日 - 幸手町・行幸村・上高野村・権現堂川村・吉田村が合併し、改めて幸手町が発足する。（4町17村）
- 1955年（昭和30年）
  - 1月1日（5町16村）
    - 桜田村の一部（大字八甫、西大輪、東大輪、外野、上川崎）が南埼玉郡鷲宮町（わしのみやまち）と合併して北葛飾郡鷲宮町（わしみやまち）が発足する。
    - 桜田村の残部（大字中川崎、下川崎）が幸手町に編入する。

  - 2月11日 - 杉戸町・田宮村・堤郷村・高野村が合併し、改めて杉戸町が発足する。（5町13村）
  - 3月1日 - 吉川町・旭村・三輪野江村が合併し、改めて吉川町が発足する。（5町11村）
  - 4月1日（5町9村）
    - 桜井村および豊岡村の一部（大字目沼、木津内、宮前、鷲巣、木野川）が合併して泉村が発足する。
    - 八代村および豊岡村の残部（大字槇野地、花島、中島）が幸手町に編入する。

  - 4月20日 - 松伏領村・金杉村が合併し、改めて松伏領村が発足する。（5町8村）
- 1956年（昭和31年）
  - 4月15日 - 松伏領村が松伏村へ改称する。（5町8村）
  - 9月30日 - 彦成村・早稲田村・東和村が合併して三郷村が発足する。（5町6村）
- 1957年（昭和32年）
  - 4月1日 - 栗橋町・豊田村・静村が合併し、改めて栗橋町が発足する。（5町4村）
  - 7月17日 - 泉村が杉戸町に編入する。（5町3村）
- 1964年（昭和39年）
  - 4月1日 - 庄和村が町制施行して庄和町となる。（6町2村）
  - 10月1日 - 三郷村が町制施行して三郷町となる。（7町1村）
- 1969年（昭和44年）4月1日 - 松伏村が町制施行して松伏町となる。（8町）
- 1972年（昭和47年）5月3日 - 三郷町が市制施行して三郷市となり、郡より離脱する。（7町）
- 1986年（昭和61年）10月1日 - 幸手町が市制施行して幸手市となり、郡より離脱する。（6町）
- 1996年（平成8年）4月1日 - 吉川町が市制施行して吉川市となり、郡より離脱する。（5町）
- 2005年（平成17年）10月1日 - 庄和町が春日部市と合併し、改めて春日部市が発足して郡より離脱する。（4町）
- 2010年（平成22年）3月23日 - 栗橋町・鷲宮町が久喜市・南埼玉郡菖蒲町と合併し、改めて久喜市が発足して郡より離脱する。（2町）

### 変遷表
| | 明治22年4月1日                | 明治22年 - 大正15年          | 明治22年 - 大正15年            | 昭和元年 - 昭和19年   | 昭和元年 - 昭和19年   | 昭和20年 - 昭和39年                                            | 昭和20年 - 昭和39年                                            | 昭和40年 - 昭和64年  | 平成元年 - 現在                | 現在     |
| --- | ----------------------------- | ---------------------------- | ------------------------------ | --------------------- | --------------------- | -------------------------------------------------------------- | -------------------------------------------------------------- | -------------------- | ------------------------------ | -------- |
| 杉戸宿 | 杉戸町                        | 杉戸町                       | 杉戸町                         | 杉戸町                | 杉戸町                | 昭和30年2月11日 杉戸町                                         | 昭和30年2月11日 杉戸町                                         | 杉戸町               | 杉戸町                         | 杉戸町   |
| 清地村 倉松村 | 杉戸町                        | 杉戸町                       | 杉戸町                         | 杉戸町                | 杉戸町                | 昭和30年2月11日 杉戸町                                         | 昭和30年2月11日 杉戸町                                         | 杉戸町               | 杉戸町                         | 杉戸町   |
| 遠野村 広戸沼村 佐左ヱ門村 並塚村 才羽村 北蓮沼村 大塚村                                                                   | 田宮村                        | 田宮村                       | 田宮村                         | 田宮村                | 田宮村                | 昭和30年2月11日 杉戸町                                         | 昭和30年2月11日 杉戸町                                         | 杉戸町               | 杉戸町                         | 杉戸町   |
| 堤根村 本郷村 | 堤郷村                        | 堤郷村                       | 堤郷村                         | 堤郷村                | 堤郷村                | 昭和30年2月11日 杉戸町                                         | 昭和30年2月11日 杉戸町                                         | 杉戸町               | 杉戸町                         | 杉戸町   |
| 下高野村 下野村 大島村 茨島村                                                                                              | 高野村                        | 高野村                       | 高野村                         | 高野村                | 高野村                | 昭和30年2月11日 杉戸町                                         | 昭和30年2月11日 杉戸町                                         | 杉戸町               | 杉戸町                         | 杉戸町   |
| 椿村 深輪村 屏風村 木崎村 芦橋村 倉常村 細野村                                                                             | 中葛飾郡 桜井村               | 明治29年3月29日 北葛飾郡     | 大正6年 大字細野を吉田村に編入 | 桜井村                | 桜井村                | 昭和30年4月1日 泉村                                            | 昭和32年7月17日 杉戸町に編入                                   | 杉戸町               | 杉戸町                         | 杉戸町   |
| 目沼村 木津内村 宮前村 鷲巣村 木野川村                                                                                     | 中葛飾郡 豊岡村               | 中葛飾郡 豊岡村              | 明治29年3月29日 北葛飾郡       | 豊岡村                | 豊岡村                | 昭和30年4月1日 泉村                                            | 昭和32年7月17日 杉戸町に編入                                   | 杉戸町               | 杉戸町                         | 杉戸町   |
| 槇野地村 花島村 中島村 | 中葛飾郡 豊岡村               | 中葛飾郡 豊岡村              | 明治29年3月29日 北葛飾郡       | 豊岡村                | 豊岡村                | 昭和30年4月1日 幸手町に編入 （八代村戸島の一部は杉戸町に編入） | 昭和30年4月1日 幸手町に編入 （八代村戸島の一部は杉戸町に編入） | 昭和61年10月1日 市制 | 幸手市                         | 幸手市   |
| 関宿向河岸 関宿向下河岸 | 千葉県東葛飾郡 関宿町の一部   | 明治28年3月30日 豊岡村に編入 | 明治29年3月29日 北葛飾郡       | 豊岡村                | 豊岡村                | 昭和30年4月1日 幸手町に編入 （八代村戸島の一部は杉戸町に編入） | 昭和30年4月1日 幸手町に編入 （八代村戸島の一部は杉戸町に編入） | 昭和61年10月1日 市制 | 幸手市                         | 幸手市   |
| 戸島村 吉野村 平須賀村 長間村 中野村 平野村 神扇村 天神島村                                                                | 八代村                        | 八代村                       | 八代村                         | 八代村                | 八代村                | 昭和30年4月1日 幸手町に編入 （八代村戸島の一部は杉戸町に編入） | 昭和30年4月1日 幸手町に編入 （八代村戸島の一部は杉戸町に編入） | 昭和61年10月1日 市制 | 幸手市                         | 幸手市   |
| 幸手宿 | 幸手町                        | 幸手町                       | 幸手町                         | 幸手町                | 幸手町                | 昭和29年11月3日 幸手町                                         | 昭和29年11月3日 幸手町                                         | 昭和61年10月1日 市制 | 幸手市                         | 幸手市   |
| 内国府間村 | 幸手町                        | 幸手町                       | 幸手町                         | 幸手町                | 幸手町                | 昭和29年11月3日 幸手町                                         | 昭和29年11月3日 幸手町                                         | 昭和61年10月1日 市制 | 幸手市                         | 幸手市   |
| 千塚村 円藤内村 松石村 高須賀村 外国府間村                                                                                 | 行幸村                        | 行幸村                       | 行幸村                         | 行幸村                | 行幸村                | 昭和29年11月3日 幸手町                                         | 昭和29年11月3日 幸手町                                         | 昭和61年10月1日 市制 | 幸手市                         | 幸手市   |
| 上高野村 | 上高野村                      | 上高野村                     | 上高野村                       | 上高野村              | 上高野村              | 昭和29年11月3日 幸手町                                         | 昭和29年11月3日 幸手町                                         | 昭和61年10月1日 市制 | 幸手市                         | 幸手市   |
| 権現堂村 神明内村 木立村 上吉羽村                                                                                          | 権現堂川村                    | 権現堂川村                   | 権現堂川村                     | 権現堂川村            | 権現堂川村            | 昭和29年11月3日 幸手町                                         | 昭和29年11月3日 幸手町                                         | 昭和61年10月1日 市制 | 幸手市                         | 幸手市   |
| 下吉羽村 上宇和田村 下宇和田村 惣新田村                                                                                    | 吉田村                        | 吉田村                       | 吉田村                         | 吉田村                | 吉田村                | 昭和29年11月3日 幸手町                                         | 昭和29年11月3日 幸手町                                         | 昭和61年10月1日 市制 | 幸手市                         | 幸手市   |
| 中川崎村 下川崎村 | 八輪野崎村                    | 明治22年 改称 桜田村         | 明治22年 改称 桜田村           | 桜田村                | 桜田村                | 昭和30年1月1日 幸手町に編入                                    | 昭和30年1月1日 幸手町に編入                                    | 昭和61年10月1日 市制 | 幸手市                         | 幸手市   |
| 八甫村 西大輪村 東大輪村 外野村 上川崎村                                                                                   | 八輪野崎村                    | 明治22年 改称 桜田村         | 明治22年 改称 桜田村           | 桜田村                | 桜田村                | 昭和30年1月1日 鷲宮（わしみや）町                              | 昭和30年1月1日 鷲宮（わしみや）町                              | 鷲宮町               | 平成22年3月23日 久喜市の一部   | 久喜市   |
| 鷲宮村 上内村 葛梅村 中妻村 久本寺村                                                                                       | 南埼玉郡 鷲宮（わしのみや）村 | 南埼玉郡 鷲宮村              | 南埼玉郡 鷲宮村                | 南埼玉郡 鷲宮町       | 南埼玉郡 鷲宮町       | 昭和30年1月1日 鷲宮（わしみや）町                              | 昭和30年1月1日 鷲宮（わしみや）町                              | 鷲宮町               | 平成22年3月23日 久喜市の一部   | 久喜市   |
| 栗橋宿 | 栗橋町                        | 栗橋町                       | 栗橋町                         | 昭和19年4月1日 栗橋町 | 昭和19年4月1日 栗橋町 | 栗橋町                                                         | 昭和32年4月1日 栗橋町                                          | 栗橋町               | 平成22年3月23日 久喜市の一部   | 久喜市   |
| 北広島村 河原代村 北新井村 狐塚村 中里村 小右衛門村                                                                        | 豊田村                        | 豊田村                       | 豊田村                         | 昭和19年4月1日 栗橋町 | 昭和19年4月1日 栗橋町 | 昭和24年10月1日 分立 豊田村                                    | 昭和32年4月1日 栗橋町                                          | 栗橋町               | 平成22年3月23日 久喜市の一部   | 久喜市   |
| 佐間村 伊坂村 松永村 間鎌村 高柳村 島川村                                                                                  | 静村                          | 静村                         | 静村                           | 昭和19年4月1日 栗橋町 | 昭和19年4月1日 栗橋町 | 昭和24年10月1日 分立 静村                                      | 昭和32年4月1日 栗橋町                                          | 栗橋町               | 平成22年3月23日 久喜市の一部   | 久喜市   |
| 八丁目村 小淵村 不動院野村 樋籠村 新川村 牛島村 樋堀村                                                                     | 幸松村                        | 幸松村                       | 幸松村                         | 幸松村                | 幸松村                | 昭和29年7月1日 春日部市の一部                                  | 昭和29年7月1日 春日部市の一部                                  | 春日部市             | 平成17年10月1日 春日部市の一部 | 春日部市 |
| 銚子口村 藤塚村 赤沼村 | 豊野村                        | 豊野村                       | 豊野村                         | 豊野村                | 豊野村                | 昭和29年7月1日 春日部市の一部                                  | 昭和29年7月1日 春日部市の一部                                  | 春日部市             | 平成17年10月1日 春日部市の一部 | 春日部市 |
| 西宝珠花村 西親野井村 塚崎村                                                                                               | 中葛飾郡 宝珠花村             | 明治29年3月29日 北葛飾郡     | 明治29年3月29日 北葛飾郡       | 宝珠花村              | 宝珠花村              | 昭和29年7月1日 庄和村                                          | 昭和39年4月1日 町制                                            | 庄和町               | 平成17年10月1日 春日部市の一部 | 春日部市 |
| 神間村 上吉妻村 下吉妻村 小平村 椚村 立野村 榎村                                                                           | 中葛飾郡 富多村               | 明治29年3月29日 北葛飾郡     | 明治29年3月29日 北葛飾郡       | 富多村                | 富多村                | 昭和29年7月1日 庄和村                                          | 昭和39年4月1日 町制                                            | 庄和町               | 平成17年10月1日 春日部市の一部 | 春日部市 |
| 上柳村 永沼村 下柳村 金崎村 上金崎村 西金野井村 大衾村                                                                     | 中葛飾郡 南桜井村             | 明治29年3月29日 北葛飾郡     | 明治29年3月29日 北葛飾郡       | 南桜井村              | 南桜井村              | 昭和29年7月1日 庄和村                                          | 昭和39年4月1日 町制                                            | 庄和町               | 平成17年10月1日 春日部市の一部 | 春日部市 |
| 米崎村 飯沼村 赤碕村 水角村 中野村 米島村 新宿新田                                                                         | 中葛飾郡 川辺村               | 明治29年3月29日 北葛飾郡     | 明治29年3月29日 北葛飾郡       | 川辺村                | 川辺村                | 昭和29年7月1日 庄和村                                          | 昭和39年4月1日 町制                                            | 庄和町               | 平成17年10月1日 春日部市の一部 | 春日部市 |
| 松伏村 田島村 上赤岩村 下赤岩村 大川戸村                                                                                   | 松伏領村                      | 松伏領村                     | 松伏領村                       | 松伏領村              | 松伏領村              | 昭和30年4月20日 松伏領村                                       | 昭和31年4月15日 改称 松伏村                                    | 昭和44年4月1日 町制  | 松伏町                         | 松伏町   |
| 金杉村 魚沼村 築比地村 | 中葛飾郡 金杉村               | 明治29年3月29日 北葛飾郡     | 明治29年3月29日 北葛飾郡       | 金杉村                | 金杉村                | 昭和30年4月20日 松伏領村                                       | 昭和31年4月15日 改称 松伏村                                    | 昭和44年4月1日 町制  | 松伏町                         | 松伏町   |
| 吉川村 須賀村 川野村 川富村 関村 平沼村 保村 木売村 高富村 高久村 中曽根村 道庭村 木売新田 富新田 保村中野分               | 吉川村                        | 大正4年11月1日 町制          | 大正4年11月1日 町制            | 吉川町                | 吉川町                | 昭和30年3月1日 吉川町                                          | 昭和30年3月1日 吉川町                                          | 吉川町               | 平成8年4月1日 市制             | 吉川市   |
| 南広島村 下内川村 上内川村 鍋小路村 川藤村 拾壱間村 八子新田                                                               | 旭村                          | 旭村                         | 旭村                           | 旭村                  | 旭村                  | 昭和30年3月1日 吉川町                                          | 昭和30年3月1日 吉川町                                          | 吉川町               | 平成8年4月1日 市制             | 吉川市   |
| 三輪野江村 上笹塚村 会野谷村 関新田村 吉屋村 鹿見塚村 加藤村 半割村 飯島村 土場村 中井村 皿沼村 小松川村 中島村 二ッ沼村   | 三輪野江村                    | 三輪野江村                   | 三輪野江村                     | 三輪野江村            | 三輪野江村            | 昭和30年3月1日 吉川町                                          | 昭和30年3月1日 吉川町                                          | 吉川町               | 平成8年4月1日 市制             | 吉川市   |
| 彦成村 番匠免村 上口村 彦倉村 彦糸村 彦野村 下彦川戸村 上彦川戸村 上彦名村 彦音村 彦沢村 彦江村 花和田村 谷口村 采女新田村 | 彦成村                        | 彦成村                       | 彦成村                         | 彦成村                | 彦成村                | 昭和31年9月30日 三郷村                                         | 昭和39年10月1日 町制                                           | 昭和47年5月3日 市制  | 三郷市                         | 三郷市   |
| 丹後村 谷中村 後谷村 小谷堀村 前間村 駒形村 南蓮沼村 笹塚村 岩野木村 幸房村 茂田井村 大広戸村 仁蔵村 半田村 田中新田村     | 早稲田村                      | 早稲田村                     | 早稲田村                       | 早稲田村              | 早稲田村              | 昭和31年9月30日 三郷村                                         | 昭和39年10月1日 町制                                           | 昭和47年5月3日 市制  | 三郷市                         | 三郷市   |
| 戸ケ崎村 境木村 三九村 酒井村 長沼村 寄巻村 前川村 鎌倉村 前谷村                                                           | 戸ケ崎村                      | 戸ケ崎村                     | 戸ケ崎村                       | 昭和18年7月1日 東和村 | 昭和18年7月1日 東和村 | 昭和31年9月30日 三郷村                                         | 昭和39年10月1日 町制                                           | 昭和47年5月3日 市制  | 三郷市                         | 三郷市   |
| 長戸呂村 下新田村 徳島村 樋野口村 久兵衛村 高須村 小向村 八町掘村 壱本木村 大膳村 横堀村 市助村                            | 八木郷村                      | 八木郷村                     | 八木郷村                       | 昭和18年7月1日 東和村 | 昭和18年7月1日 東和村 | 昭和31年9月30日 三郷村                                         | 昭和39年10月1日 町制                                           | 昭和47年5月3日 市制  | 三郷市                         | 三郷市   |

## 行政
北葛飾・中葛飾郡長
| 代 | 氏名 | 就任年月日                | 退任年月日                | 備考                                   |
| -- | ---- | ------------------------- | ------------------------- | -------------------------------------- |
| 1  |      | 明治11年（1879年）3月17日 |                           |                                        |
|    |      |                           | 明治29年（1896年）3月31日 | 中葛飾郡との合併により旧・北葛飾郡廃止 |

北葛飾郡長
| 代 | 氏名     | 就任年月日               | 退任年月日                | 備考                   |
| -- | -------- | ------------------------ | ------------------------- | ---------------------- |
| 1  |          | 明治29年（1896年）4月1日 |                           |                        |
|    | 武田熊蔵 |                          |                           |                        |
|    |          |                          | 大正15年（1926年）6月30日 | 郡役所廃止により、廃官 |